# のむらしんぼ
のむら しんぼ（1955年（昭和30年）9月24日 - 、本名：野村 伸（のむら しん））は、日本の漫画家。
北海道茅部郡南茅部町（現・函館市）出身。函館ラ・サール高等学校卒業。立教大学文学部仏文科中退。血液型はAB型。

## 略歴
立教大学時代に初めて触れた青年漫画に衝撃を受けて漫画家を目指し、大学2年の時に漫画研究会に入る。大学3年生の時に似顔絵描きのアルバイトをしていた際に弘兼憲史に声を掛けられ、アシスタントとなる。大学在学中の1979年（昭和54年）、『ケンカばんばん』（『コロコロコミック』）でデビュー。1980年（昭和55年）からは同誌で『とどろけ!一番』を連載する。立教大学は漫画の世界に本格的に入ったため通わなくなり、5年間在籍した後は中退した。コロコロコミックでの初仕事は『ウルトラ兄弟物語』の臨時アシスタントであった。
1985年（昭和60年）、『コロコロコミック』で『つるピカハゲ丸』の連載を開始。同作は当時スランプに陥っていたのむらが、4コマ漫画を描かせたいという編集部の意向を汲み、漫画の基本である4コマからの再出発を試みた作品であった。1987年（昭和62年）には同作で小学館漫画賞児童部門を受賞、テレビアニメ化もされ、累計500万部のヒット作となった。1988年（昭和63年）、漫画制作会社「しんぼプロ」を設立。同作終了後は作品が次々と短命に終わった事に加え、立て続けに親戚の死が重なった等の不幸も重なり、再びスランプに陥った。2004年（平成16年）に離婚。数百万円あった月収が数万円に転落、豪遊生活が一転して借金漬けとなった。
家族から「他の漫画家を見習って素晴らしい作品を書く努力をしないのか」と叱咤され、児童漫画を描いていたが安易に他作品からの演出やストーリー展開等の引用を繰り返した事に呆れられた上、仕事場に籠もる割合が増えて家族と接する時間が大幅に減少した事から、元妻は「マンガと心中したいんでしょう？」「その望み、叶えてあげます」との言葉を残して三人の子供を連れて、のむらの下を去り、家族は崩壊したという。このエピソードは後に本人が後述の漫画『コロコロ創刊伝説』の中で描いており、離婚以来、家族とは絶縁状態となり音信不通だったが第6話で本作を読んだ娘から連絡があったことを明かしている。当時のエピソードが2016年8月29日に放送された『しくじり先生 俺みたいになるな!!3時間スペシャル』（テレビ朝日系）で紹介された。同番組HPで、のむら本人の筆による描き下ろし4コマ漫画が期間限定で公開された。
以降も『コロコロコミック』の系列誌を中心として作品を発表している。
2014年（平成26年）発売の『コロコロアニキ』に、『コロコロコミック』創刊の歴史に絡めて自身の漫画家人生を描いた漫画『コロコロ創刊伝説』を掲載。近況や現在の凋落振りを自虐的に描写している。

## 人物
かなりのゲーム好きで、『ゲームラボ』のインタビューでは『オランダ妻は電気ウナギの夢を見るか?』など過去のマイナー作品の話をして記者に驚かれた。しかし、ジャレコから発売された『ハゲ丸』のゲーム版に自分が登場している事は知らなかったという。
趣味としては、テニスを挙げている。

## 作品リスト

### 連載
- ケンカばんばん（月刊コロコロコミック1979年5月号 - 1979年10月号）
- ガッツだ!ちび六（原作：砂田弘）（小学六年生1979年4月号 - 11月号）
- ファイト満まん（小学六年生1979年12月号 - 1981年3月号）
- とどろけ!一番（月刊コロコロコミック1980年2月号 - 1983年5月号）
- ザ・にんぽーくん（小学六年生1981年4月号 - 1982年2月号）
- ドッジ球太（別冊コロコロコミック1981年5月号 - 11月号）
- えぐえぐヒーローくん（小学六年生1982年4月号 - 1983年2月号）
- 男トラゴロウ（月刊コロコロコミック1983年5月号 - 1984年9月号）
- おれはキメ丸（小学六年生1983年9月号 - 1984年2月号）
- とつげき百太郎（小学六年生1984年4月号 - 1985年1月号）
- 熱血ヨーヨー戦士 電撃タケル（別冊コロコロコミック1984年7月号 - 12月号）
- Dr.ゴックン（月刊コロコロコミック1984年11月号 - 1985年2月号）
- つるピカハゲ丸（月刊コロコロコミック1985年4月号 - 1994年1月号、別冊コロコロコミック1985年10月号 - 1995年4月号）
  - つるピカハゲ丸21（別冊コロコロコミック1999年8月号 - 2000年8月号）
  - つるピカハゲ丸(コロコロイチバン!版)（コロコロイチバン!2009年26号 - 2016年1月号）
- イカタコ スカタンくらぶ（別冊コロコロコミック1990年6月号 - 10月号）
- ほのぼの恐竜チラノくん（月刊コロコロコミック1990年11月号 - 1991年5月号）
- オヤジきっど（別冊コロコロコミック1991年6月号 - 8月号）
- おせっかいくん（小学四年生1991年11月号 - 1993年9月号）
- かげきベイビー バーブー赤ちん（月刊コロコロコミック1993年12月号 - 1996年8月号、別冊コロコロコミック1995年8月号 - 1996年8月号）
- ラク勉!ガンバくん（小学三年生1995年4月号 - 1996年2月号）
- どんと カワルくん（小学二年生1996年4月号 - 1997年3月号）
- ほっとけ!コジゾウくん（月刊コロコロコミック1996年12月号 - 1998年6月号）
- 1・2のダジャルくん（小学二年生1997年4月号 - 1998年3月号）
- フレッシュ!すももちゃん（北海道新聞日曜版1997年 - 1998年）
- どすこい!サイぼん（月刊コロコロコミック1998年8月号 - 1999年5月号）
- 頑張れピンぼけママ（原作：西ゆうじ）（まんがタイム2000年8月号 - 2001年12月号）
- あっぱれメガバカBoys（月刊コロコロコミック2000年9月号 - 2002年8月号）
- 売ルルンせーるすまん（まんがタイム2002年1月号ゲスト・3月号 - 8月号）
- まほうの文字つかい ミスター・モジック（小学一年生2002年4月号 - 2003年3月号）
- マネーキッド ザ・1えんマン（別冊コロコロコミック2003年8月号 - 12月号）
- ラチェット&クランク ガガガ!銀河のがけっぷち伝説（別冊コロコロコミック2004年2月号 - 2008年2月号）
- トップ 放課後社長は12さい（本名で原作を担当。作画：岩田和久）（小学六年生2005年4月号 - 2007年3月号）
- デカいぬ ぶるう太っす!（コロコロイチバン!創刊号 - 5号）
- 超口撃格闘ギャグ ダジャ拳だじゃ丸（コロコロイチバン!8号 - 18号）
- "つるセコ課長"単身赴任記!! ハゲ田ハゲ蔵（週刊漫画ゴラク2007年）
- 超熱ゲームキッド!! クリエイ太（別冊コロコロコミック2010年12月号 - 2011年4月号）
- のむらしんぼのつるセコしんぼ節（本当にあった笑える話2011年10月号 - 12月号）
- コロコロ創刊伝説（コロコロアニキ第1号 - 2021年春号、コロコロオンラインに移行して連載中）

### 読切
- サッカー小僧ねっけつ蛮児（別冊コロコロコミック1982年5月号）
- どっこいムチャの介（別冊コロコロコミック1987年10月号）
- 空気の色（ビッグコミックオリジナル増刊1991年6月号）
- 茶らりーまん 中山呑太（ビッグコミックオリジナル増刊1991年8月号）
- 単身赴任マン（ソロリーマン）物語 北の寮から（ビッグコミックオリジナル増刊1992年）
- 地球防衛戦士 銀河マンごろう（別冊コロコロコミック1992年10月号）
- おたくま社員たくま君（ビッグコミックオリジナル増刊1993年）
- おいら ゲキベン（別冊コロコロコミック1993年6月号）
- 龍馬がとおる（原作：伊東まさひこ）（ビッグコミックオリジナル増刊1994年）
- おげんきママ（ビッグコミック2002年3月増刊号）
- 新バカ社員ズ（ビッグコミックオリジナル2002年8号）
- ネーキッド（別冊コロコロコミック2003年2月号）
- めざせ!セコセコ金メダル（小学六年生2004年8月号）
- 深夜3時のグッドモロニング（モーニング2014年47号）
- ススメ!つるセコ人生!（増刊 本当にあった愉快な話 死ぬかと思った!!仰天スペシャル）
- つるセコとバブルと私 〜安飲み3冠王!〜（めしざんまい 食欲全開!中華料理）
- 皿洗い少年 洗太 (原作：長谷川雅紀(錦鯉))(GANMA!)まんが未知での企画

### 児童書挿絵
- まんが攻略シリーズ
  - 早おぼえ 日本史人物（著者：人物日本史教育研究会）
  - 早おぼえ 理科（著者：富田京一）
- チャレンジ!なぞなぞ日本一周

### その他
- ラバーガール単独LIVE「大水が出た!」[9]
  - 2016年8月17 - 18日に行われた同名の単独ライブ内にて販売されたグッズのイラストを担当。なお、このイラストは同年10月26日に発売された同ライブDVDのジャケットにも使用されている。
- おはようロバート（AbemaTV、2018年7月28日 - 2019年9月28日）
  - オープニングイラストを担当。

## メディア出演
- 踊る!さんま御殿!!（2024年1月23日、日本テレビ系）[10]

## 関連人物
弘兼憲史
のむらの師匠。学生時代に似顔絵描きをしていた所に弘兼から声を掛けられ、アシスタントとなる。のむらの結婚時は弘兼が妻の柴門ふみと共に仲人を務めた。2014年、弘兼憲史の画業40周年記念には自身のアシスタント時代の思い出を綴った『深夜3時のグッドモロニング』をモーニングに描き下ろしで寄稿している。

ひかわ博一
元アシスタント。ひかわの初単行本となった『PC原人くん』発売の際は『つるピカハゲ丸』の単行本誌上で宣伝を行った。